# USS Cape Gloucester (CVE-109)
Le USS Cape Gloucester (CVE-109) (ex-Willapa Bay) était un porte-avions d'escorte de classe Commencement Bay de la marine américaine par le chantier naval Todd-Pacific à Tacoma dans l'État de Washington. Il fut en service actif du 5 mars 1945 au 5 novembre 1946. Après avoir passé encore 25 ans dans la flotte de réserve, le navire a été démoli en 1971.

## Historique
Après une formation opérationnelle à Pearl Harbor, Cape Gloucester est arrivé à Leyte le 29 juin 1945 pour rejoindre la 3ème Flotte. Ses avions ont effectué des patrouilles aériennes de combat en combattant des kamikazes japonais qui tentaient d'attaquer des dragueurs de mines opérant à l'est d'Okinawa du 5 au 17 juillet. Ils ont ensuite participé à des raids aériens et à des reconnaissances photographiques de navires et d'aérodromes le long de la côte chinoise jusqu'au 7 août. Ses avions ont abattu plusieurs avions japonais et ont aidé à endommager un cargo de 700 tonnes.
Après une période de dragage de mines le long des côtes japonaises, et seulement deux semaines après la capitulation du Japon à bord de l'U.S.S. Missouri le 2 septembre 1945, le Cape Gloucester a navigué vers Nagasaki, sans ses avions, pour servir de premier participant à la célèbre flotte de l'Opération Magic Carpet qui a renvoyé des milliers de prisonniers de guerre en lambeaux et à moitié affamés d'Australie, de Nouvelle-Zélande, de Grande-Bretagne et de Hollande, ainsi qu'une poignée d'Américains, dans leurs maisons. Beaucoup de ces prisonniers de guerre venaient des camps de prisonniers de Kyūshū. Dans ce rôle, Cape Gloucester a navigué vers Okinawa pour décharger les prisonniers de guerre alliés et a effectué quatre voyages pour ramener des militaires américains d'Okinawa et de Pearl Harbor sur la côte ouest.
Le porte-avions d'escorte retourna à Tacoma, dans l'État deWashington, le 22 mai 1946, et y fut mis hors service en réserve le 5 novembre 1946. Toujours en réserve, il fut reclassé porte-hélicoptères (CVHE-109) le 12 juin 1955, puis reclassé  Cargo Ship and Aircraft (AKV-9) le 7 mai 1959. il a été rayé du Naval Vessel Register le 1er avril 1971 et vendu à la ferraille à Nicolai Joffe Co.